# Place Klafthmónos
La place Klafthmónos (en grec moderne : Πλατεία Κλαυθμώνος), est une place au centre d'Athènes en Grèce. Elle donne son nom au quartier qui la borde.

## Localisation
La place Klafthmónos est située le long de la rue Stadíou, entre les places Omónia et Sýntagma, à hauteur de l'université d'Athènes et à proximité de la station Panepistímio du métro d'Athènes. Au sud, le Musée de la ville d'Athènes donne sur la place, tandis qu'au nord se dresse le siège du ministère de l'Intérieur. À l'angle nord-ouest se situe l'église Saints-Théodore, édifice byzantin du milieu du XIe siècle.

## Histoire
Le nom de la place Klafthmónos, qui signifie en français : les pleurs, lui est donné après une chronique du magazine Estía (el), car c'est à cet endroit, devant le ministère des finances, démoli depuis, que les fonctionnaires licenciés se rassemblaient après chaque élection pour protester contre leur licenciement, puisqu'il n'y avait pas de titularisation des fonctionnaires à l'époque. Chaque nouveau gouvernement licenciait les fonctionnaires engagés par le gouvernement précédent et engageait ses propres électeurs. La place est ainsi baptisée par l'écrivain Dimítrios Kamboúroglou, chroniqueur à l'Estía.
Le nom proposé par Leo von Klenze, un architecte qui soumet des plans pour la ville d'Athènes à l'invitation du roi Othon Ier de Grèce, est celui de place Eschyle (Πλατεία Αισχύλου). Elle est nommée place de la Monnaie parce que c'est le site du bâtiment de la Monnaie (el), qui a ensuite abrité le ministère des Finances jusqu'à sa démolition en 1940. À partir de 1838 et pendant une longue période, elle est appelée place du 25 mars, parce que la première célébration de la révolution grecque de 1821, dont il a été établi en 1838 qu'elle devait avoir lieu le 25 mars, se tient dans le jardin de la place, puis place de la République. Après 1878, elle prend le nom de place Klafthmónos, tandis que fin juin 1989, à l'occasion de l'inauguration de la sculpture homonyme, elle est rebaptisée place de la réconciliation nationale (Πλατεία Εθνικής Συμφιλιώσεως), un nom qui n'est plus utilisé actuellement.